# Irlande du Sud
Cet article concerne la région autonome du Royaume-Uni en 1921 et 1922. Pour l'État unilatéralement proclamé en 1919, voir République irlandaise (1919). Pour l'État irlandais entre 1922 et 1937, voir État libre d'Irlande. Pour l'actuel État irlandais, voir Irlande (pays).
3 mai 1921 – 6 décembre 1922
(1 an, 7 mois et 3 jours)
Entités précédentes :
- 32 comtés d'Irlande
(au sein du Royaume-Uni de Grande-Bretagne et d'Irlande)

Entités suivantes :
- État libre d'Irlande

L'Irlande du Sud (en anglais : Southern Ireland ; en irlandais : Deisceart Éireann) est une région autonome au sein du Royaume-Uni de Grande-Bretagne et d'Irlande couvrant théoriquement les vingt-six comtés à dominante catholique de l'Irlande entre le 3 mai 1921 et le 6 décembre 1922.

## Histoire
Le gouvernement britannique libéral du Premier ministre Herbert Henry Asquith, dépendant du soutien du Parti parlementaire irlandais (PPI, nationaliste) à la Chambre des communes du Parlement du Royaume-Uni, entend au début des années 1910 conférer un statut d'autonomie à l'île d'Irlande. Ce projet rencontre une très vive hostilité de la part de la communauté unioniste de l'Ulster. En 1912, un demi-million de protestants y signent le Covenant d'Ulster, jurant de lutter par les armes si nécessaire contre leur subordination à un éventuel gouvernement autonome catholique à Dublin. 
Pour autant, le Parlement britannique adopte en 1914 la loi d'autonomie pour l'Irlande. Sa mise en œuvre est retardée par le début de la Première Guerre mondiale. La « Grande guerre » permet de mettre un temps de côté les désaccords entre les communautés en Irlande : les nationalistes catholiques, tout comme les protestants de l'Ulster, sont nombreux à se porter volontaires pour rejoindre les forces armées britanniques. En 1916 toutefois, avec le soutien clandestin de l'Allemagne, une minorité radicale du mouvement nationaliste irlandais orchestre l'insurrection de Pâques à Dublin. Cette révolte violente, condamnée avec dégoût par le PPI et par la majorité du mouvement nationaliste, est réprimée dans le sang par les autorités britanniques, ce qui radicalise l'opinion publique irlandaise. En 1919, la guerre d'indépendance irlandaise débute avec la création de l'Armée républicaine irlandaise (IRA) par les nationalistes radicaux, le Sinn Féin. Dans le nord, certains des unionistes sont constitués en une milice armée appelée « Volontaires de l'Ulster », pour y résister. Par ailleurs, les sacrifices des unionistes pendant la Première Guerre mondiale rendent inconcevable pour Londres de les soumettre contre leur gré à un gouvernement du Sinn Féin.
Les négociations entre le gouvernement britannique de David Lloyd George et le Sinn Féin, représenté principalement par Michael Collins, aboutissent à un traité en décembre 1921. Celui-ci partage l'île d'Irlande en deux entités politiques ayant chacune ses propres institutions :
- l'Irlande du Nord, constituée de six comtés de l'Ulster majoritairement peuplés de protestants ;
- l'Irlande du Sud, formée des 26 autres comtés, en majorité catholiques.

Elle est créée lors de la partition de l'Irlande par la Loi sur le gouvernement de l'Irlande de 1920 qui divise l'île en Irlande du Nord et Irlande du Sud. En pratique, le pouvoir lui est disputé par la République irlandaise, État déclaré unilatéralement en 1919. Le 6 décembre 1921, les représentants du gouvernement britannique et de la République irlandaise signent le traité anglo-irlandais qui crée le 6 décembre 1922 l'État libre d'Irlande.

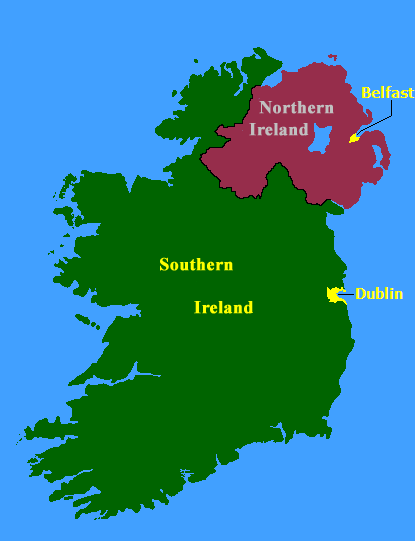
Partition de l’île en deux entités.

## Politique
Le Government of Ireland Act 1920 (loi de 1920 sur le gouvernement de l'Irlande) prévoyait pour l'Irlande du Sud les institutions suivantes : 
- un Parlement d'Irlande du Sud, composé du roi, du Sénat d'Irlande du Sud, et de la Chambre des communes d'Irlande du Sud,
- un gouvernement d'Irlande du Sud,
- une Cour suprême de justice d'Irlande du Sud,
- une Cour d'appel d'Irlande du Sud,
- une Haute Cour de Justice d'Irlande du Sud.

Il avait également été envisagé que les deux régions d'Irlande se partageraient les institutions suivantes :
- un Lord-lieutenant d'Irlande,
- un Conseil d'Irlande,
- une Haute Cour d'appel d'Irlande.

Le Parlement, bien que juridiquement établi, n'a jamais fonctionné, et aucune loi n'a été adoptée. Le Parlement d'Irlande du Sud ne s'est réuni qu'une fois, avec seulement quatre membres présents. Aucun gouvernement d'Irlande du Sud n'a jamais été constitué non plus. Le Conseil d'Irlande, qui devait être créé en vue de la création éventuelle d'un Parlement pour l'ensemble de l'Irlande, n'a lui aussi jamais vu le jour. L'exception notable à l'échec de la mise en place des institutions d'Irlande du Sud furent les tribunaux qui fonctionnèrent normalement.